# Quesnoy-sur-Airaines
Quesnoy-sur-Airaines ist eine französische Gemeinde mit 421 Einwohnern (Stand 1. Januar 2022) im Département Somme in der Region Hauts-de-France. Sie gehört zum Arrondissement Amiens und zum Kanton Ailly-sur-Somme.

## Geographie
Quesnoy-sur-Airaines liegt auf der Höhe zwischen den Flüsschen Airaines und Saint-Landon rund 3,5 Kilometer östlich von Airaines und zehn Kilometer nördlich von Molliens-Dreuil.

## Toponymie und Geschichte
Der Ortsname leitet sich von der romanischen Bezeichnung der Eiche ab.
In Quesnoy wurden Spuren römischer und merowingischer Siedlung gefunden.
Das von 40 Bewaffneten verteidigte Schloss wurde 1422 von den Engländern und Burgundern unter Jean de Luxembourg eingenommen; das Schloss wurde im Anschluss zerstört. Um 1680 erfolgte der Wiederaufbau unter Leitung von François le Roy de Valanglart. Um 1696 wurde der Corps de logis angefügt. 1738 wurden die Stallungen errichtet, auch ein Eiskeller kam hinzu.
Im Zweiten Weltkrieg wurden am 8. Juni 1940 rund 50 senegalesische Schützen der Kolonialtruppen massakriert.

## Einwohner
| 1962 | 1968 | 1975 | 1982 | 1990 | 1999 | 2006 | 2011 |
| ---- | ---- | ---- | ---- | ---- | ---- | ---- | ---- |
| 433  | 444  | 452  | 433  | 438  | 444  | 473  | 443  |

## Verwaltung
Bürgermeister (maire) ist seit 2001 Jean-Marie Snauwaert.

## Sehenswürdigkeiten

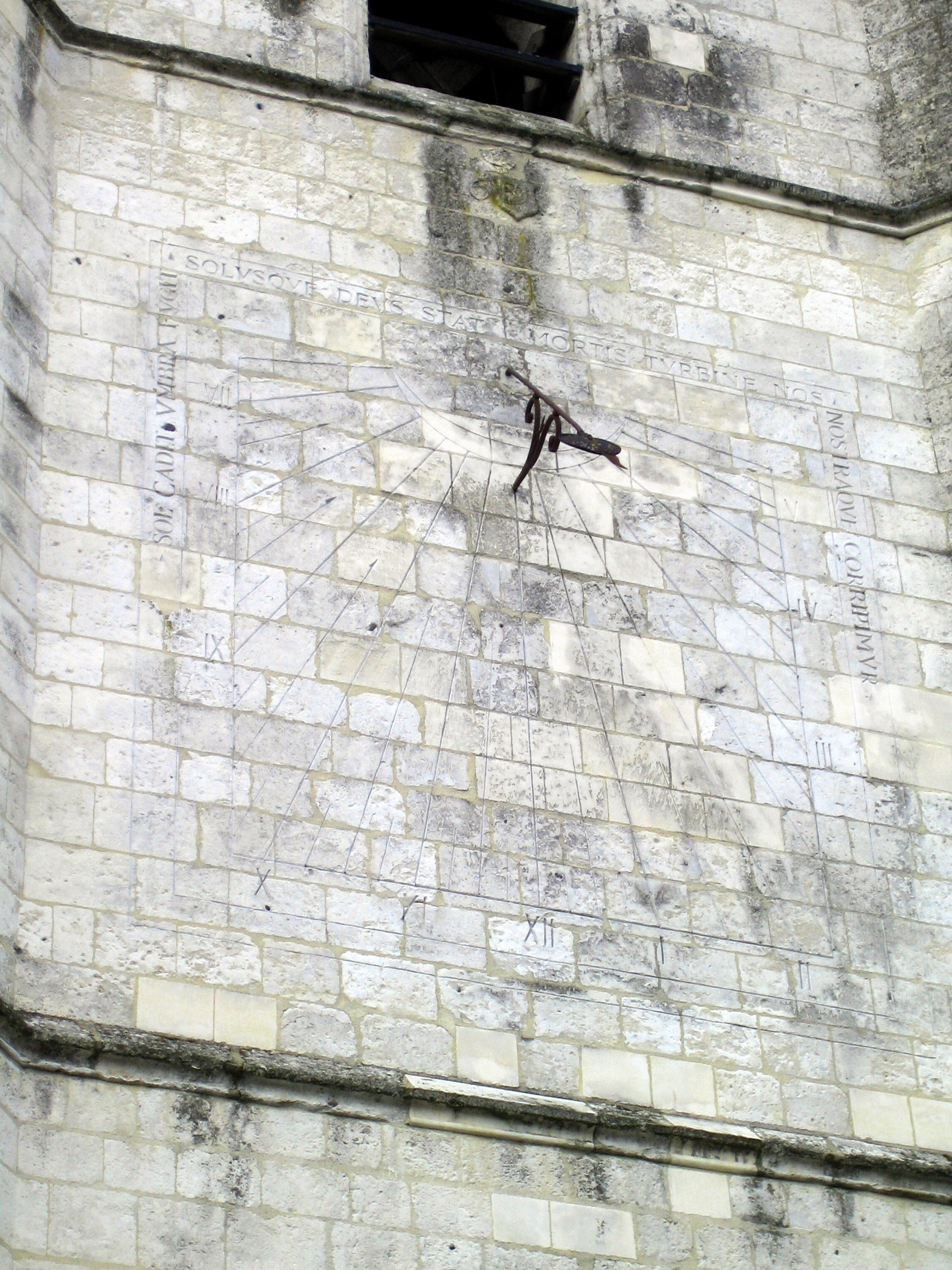
Sonnenuhr an der Kirche

- Kirche Saint-Michel aus dem 16. Jahrhundert[2]
- 1682 wiederaufgebautes Schloss mit Stallungen und Park, 1993 als Monument historique eingetragen (Base Mérimée PA00125671)

## Wirtschaft
Auf dem Gemeindegebiet gelten kontrollierte Herkunftsbezeichnungen (AOC) für Lammfleisch (Prés-salés de la baie de Somme). Die Lämmer weiden auf salzigen Wiesen an der Somme-Bucht.